# Malvern, Ohio
Malvern là một làng thuộc quận Carroll, tiểu bang Ohio, Hoa Kỳ. Năm 2010, dân số của làng này là 1189 người.

## Dân số
- Dân số năm 2000: 1218 người.
- Dân số năm 2010: 1189 người.